# Casa NTBE
La Casa NTBE és una obra del municipi de Llagostera (Gironès) inclosa en l'Inventari del Patrimoni Arquitectònic de Catalunya. És un casal urbà senyorial, de planta irregular i parets portants, Composició formal pròpia dels edificis urbans del segle xix. Presenta una balconada de ferro colat que ocupa tota la planta principal. En la segona planta s'hi obren petits balcons. Les portes de la planta baixa tenen brancals i llinda de pedra. És interessant el remat de l'edifici amb cornisa amb mènsules de terra cuita i balustrada romàntica. Destaquem el baix relleu de terra cuita i les escultures del mateix material de tema al·legòric a les arts i al treball. La porta d'accés és de fusta amb decoracions florals i símbols del blat i la vinya. Cancell d'entrada amb arc de punt rodó i arrencaments amb capitell corinti, escala de planta rectangular amb ull de bou central.

## Història
Exemple molt interessant d'arquitectura neoclàssica a Llagostera. Aquest antic casal ha estat compartimentat per adequar-lo a l'edifici plurifamiliar. Actualment presenta un mal estat de conservació i es degraden gradualment els seus elements més representatius. Antigament hi havia un passadís que connectava el casal amb l'església.